# Māra Zālīte
Māra Zālīte (1952. február 18. –) lett író. Verseket, esszéket, színdarabokat, prózát és librettókat ír, amelyek gyakran tárgyalnak történelmi témákat, és lett kultúrához illetve mitológiához kapcsolódó szimbolikus jelentésük van. Műveiből fordítottak orosz, angol, német, svéd, észt, francia nyelvre.
Zālīte első irodalmi művei az 1970-es évek elején jelentek meg. Az 1980-as években a színdarabok, musical- és rockopera-librettók írása felé fordult. Munkáihoz olyan kiváló lett művészek szereztek zenét, mint Raimonds Pauls és Jānis Lūsēns.
Az írót számtalan irodalmi és nemzeti díjjal tüntették ki, köztük a Három Csillag érdemrenddel, és a lett társadalom legnagyobb alakjai között tartják  számon.
Első prózai műve, az Öt ujj című önéletrajzi regény (2013) széles körű sikert aratott mind az olvasók, mind az irodalmi élet szereplői körében.

## Gyermekkora
A szibériai Krasznojarszkban született, ahova a szüleit 1941-ben deportálták. Négy és fél évet töltött itt, míg 1956 őszén szülei engedélyt kaptak, hogy hazatérjenek Lettországba. A továbbiakban Slampes Kalna Ķivuļiban élt. Tanulmányait a slampesi elemi iskolában kezdte.

## Pályafutása
1970-ben végzett a Murjāņi bentlakásos sportiskolában, majd 1975-ben diplomát szerzett a Lett Tudományegyetem bölcsészkarán. 1974 és 1989 között asszisztensként dolgozott a Lett Írószövetségnél, vezette az Új Írók Stúdióját, és a Liesma című lap költészeti tanácsadója volt. 1989-ben a Karogs kiadó és magazin főszerkesztője lett. Ezt a munkát 2000-ig végezte, majd 2000 és 2008 között a Lett Írószövetség elnökeként tevékenykedett. Emellett tagja volt a Három Csillag érdemrend tanácsának (1999-2006),és egy állami nyelvvizsgabizottságban is elnökölt (2002–2004).
A Lett Tudományakadémia tiszteletbeli tagja és egyike a Koknese alapítvány 14 alapítójának.
Kitüntették a Három Csillag érdemrenddel, a Barikád emlékéremmel, és számos irodalmi díjat nyert.

## Családja
1979 óta Jānis Ķuzulis házastársa, két gyermekük (Jānis Ķuzulis és Ilze Ķuzule-Skrastiņa) és három unokájuk (Krišjānis, Emīlija és Marats) van. Rigában él, és gyakran időzik vidéki házában Tukumsban.

## Főbb díjai, kitüntetései
- Majakovszkij-díj (1982, Grúzia)[8]
- Ojārs Vācietis-díj[18] (1989)
- Aspazija-díj (1992)[8]
- Herder-díj (1993m Németország)[8]
- Barikāžu piemiņas medaļa (2000): emlékérem az 1991-es barikádok résztvevőinek[19][3]
- Három Csillag érdemrend (1995)[8]
- Érdemérem(wd) (Atzinības krusts) (2008)[20]
- Jānis Baltvilks-díj (2012)[8]
- Az év lett irodalmi díja  (2001; 2004; 2013; 2019).[8][21][22][23]

## Művei

### Verseskötetek
- Vakar zaļajā zālē. Riga, Liesma, 1977
- Rīt varbūt. Riga, Liesma, 1979
- Nav vārdam vietas. Riga, Liesma, 1985
- Debesis, debesis. Riga, Liesma, 1988
- Apkārtne. Riga, Preses nams, 1997
- Dzeja. Rīga, Atēna, 2003
- Dziesmu rakstā. Riga, Mansards, 2015

### Esszék
- Brīvības tēla pakājē. Australia, Australian Latvian Writers' Days and the Latvian Press Association's Australian Branch, 1990
- Kas ticībā sēts. Riga, Rīga, 1997

### Regények
- Pieci pirksti. Rīga, Mansards, 2013. (magyarul: Öt ujj. Ford. Jávorszky Béla. Budapest: Magyar Napló. 2020)
- Paradīzes putni. Rīga, Dienas grāmata, 2018. (magyarul: Paradicsommadarak. Ford. Jávorszky Béla. Budapest: Magyar Napló. 2022)

### Színdarabok
- Pilna Māras istabiņa. Ifjúsági Színház, Riga, 1983
- Tiesa, 1982-ben írta. Dailes Színház, Riga, 1985
- Dzīvais ūdens. Ifjúsági Színház, Riga, 1988
- Eža kažociņš. Valmierai színház, 1993
- Margarēta. Rigai Új Színház, 2001
- Tobāgo! (Tobago!). Dailes Theatre, Riga, 2001
- Zemes nodoklis, Dailes Színház, Riga, 2003
- Še Tev žūpu Bērtulis. Ogre színpad, Ogre, 2004
- Pērs Gints nav mājās. Dailes Színház, Riga, 2007
- Lācis. Dailes Színház, Riga, 2009
- Priekules Ikars. Dailes Színház, Riga, 2009

### Librettók
- Lāčplēsis, 1986/1987
- Meža gulbji, 1995
- Putnu opera, 1997
- Kaupēn, mans mīļais! 1998
- Indriķa hronika, 1999
- Neglītais pīlēns, 2000
- Sfinksa, 2000
- Hotel Kristina, 2006
- Leļļu opera, 2008
- Meierovics, 2013

### Gyermekkönyvek
- Deviņpuiku spēks. Riga, Liesma, 1985
- Mamma un tētis kūrortā. Riga, Dienas Grāmata, 2016
- Tango un Tūtiņa ciemos. Riga, Liels un mazs, 2017

### Egyéb művek
- To mēs nezinām. Sarunas ar Imantu Ziedoni. Riga, Dienas grāmata, 2009

## Fordítás
Ez a szócikk részben vagy egészben  a   Māra Zālīte című angol Wikipédia-szócikk ezen változatának fordításán alapul.  Az eredeti cikk szerkesztőit annak laptörténete sorolja fel. Ez a jelzés csupán a megfogalmazás eredetét és a szerzői jogokat jelzi, nem szolgál a cikkben szereplő információk forrásmegjelöléseként.